# Храм Димитрия Солунского (Базарный Сызган)
Храм великомученика Димитрия Солунского — православный храм в посёлке Базарный Сызган Ульяновской области. Относится к Барышской епархии Русской православной церкви. С 2014 года — памятник истории и культуры РФ.

## История
Строительство храма в Базарном Сызгане началось в 1865 году потомственным почётным гражданином Симбирска Андреем Корниловичем Щербаковым, а закончено в 1875 году его сыном Алексеем Андреевичем Щербаковым. Приходский храм имел три престола: главный во имя св. великомученика Димитрия Солунского, в правом приделе в честь Успения Пресвятые Богородицы и в левом во имя Святителя и Чудотворца Николая.
1932—1988 годах богослужения в церкви не проводились. Храм использовался как склад. 7 ноября 1988 года церковь восстановлена и вновь открыта для богослужения.
Постановлением Правительства Ульяновской области «О включении выявленных объектов культурного наследия в единый государственный реестр объектов культурного наследия (памятников истории и культуры) народов Российской Федерации» № 253-П от 25.06.2014 года, церковь Дмитрия Солунского включена в Единый государственный реестр объектов культурного наследия (памятников истории и культуры) народов Российской Федерации.

## Престольный праздник
Димитрий Солунский, великомученик — 8 ноября.

## Духовенство
- Священник Гермоген (Кузьмин) (с 1930 по 1931 год)[6];
- Настоятель храма священник Николай Тимофеевич Шитов (11.1988—1992)[7];
- Протоиерей Александр Викторович Морозов[5];

## Галерея

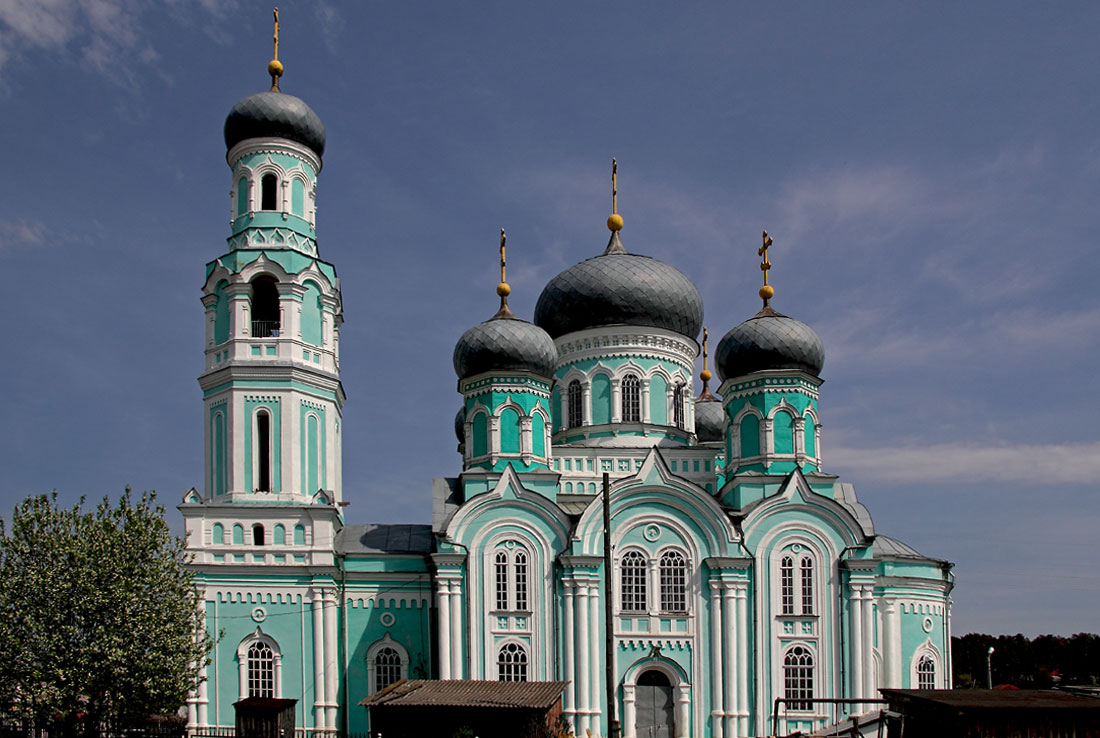
Южный фасад храма.
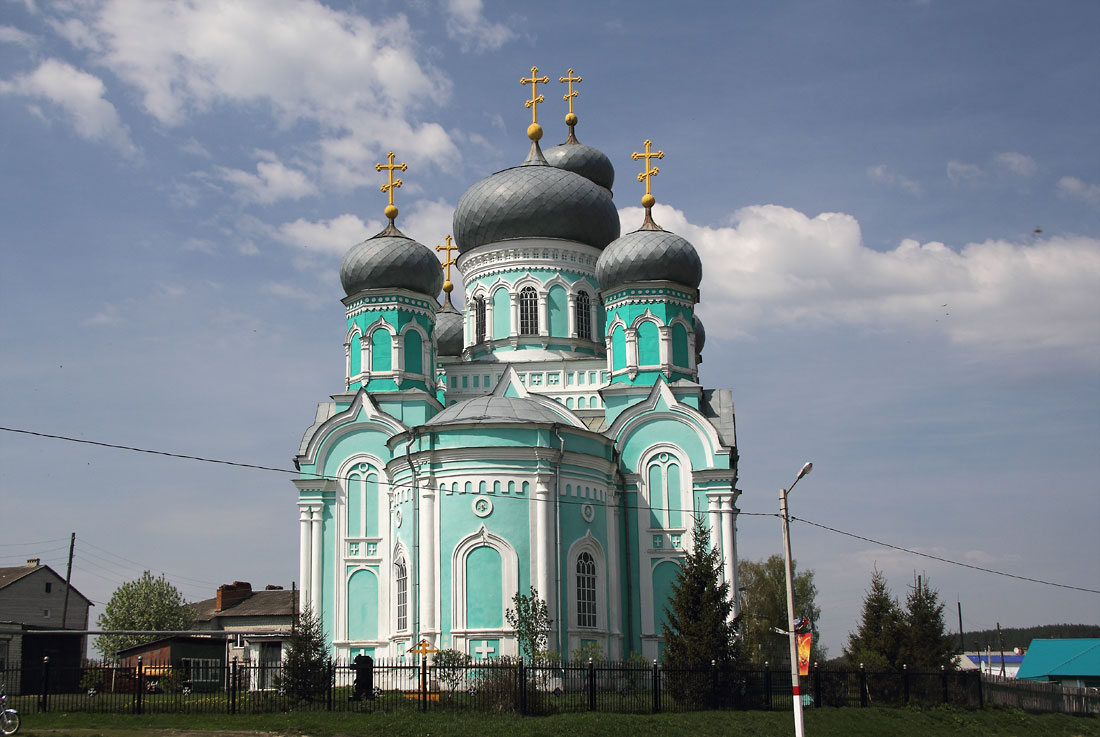
Алтарная часть храма.
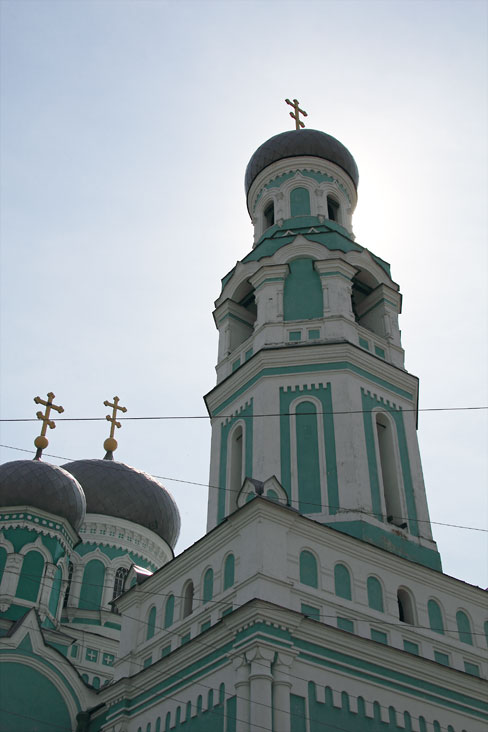
Колокольня храма.
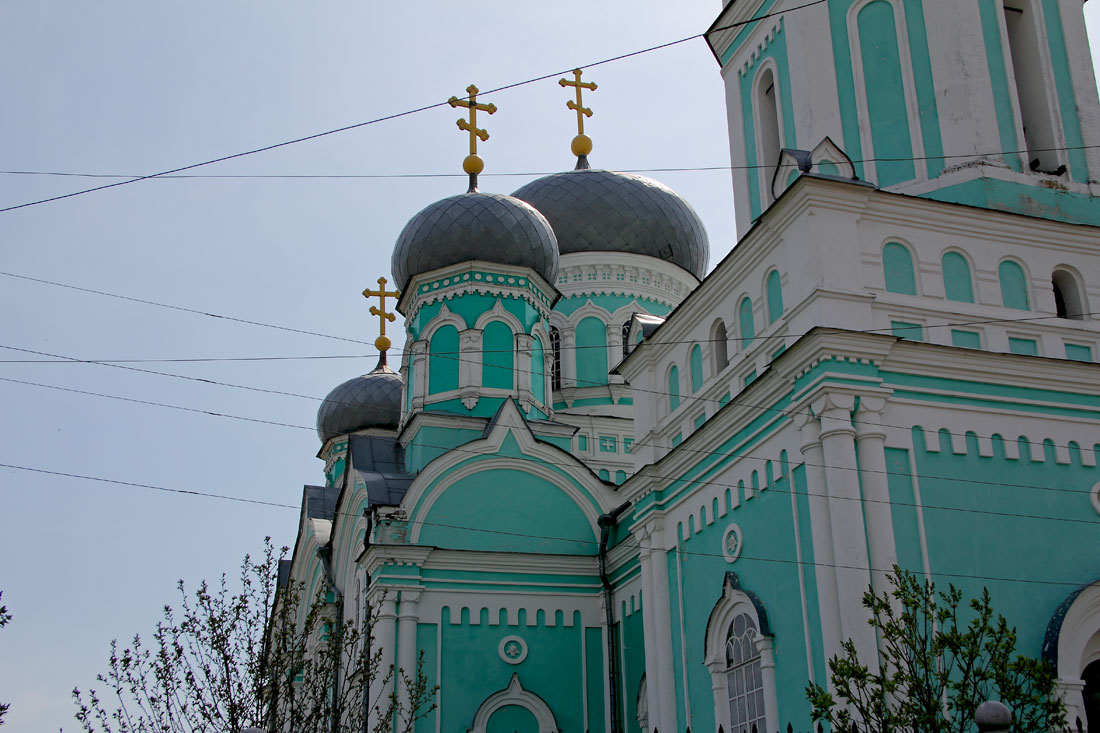
Купола храма.
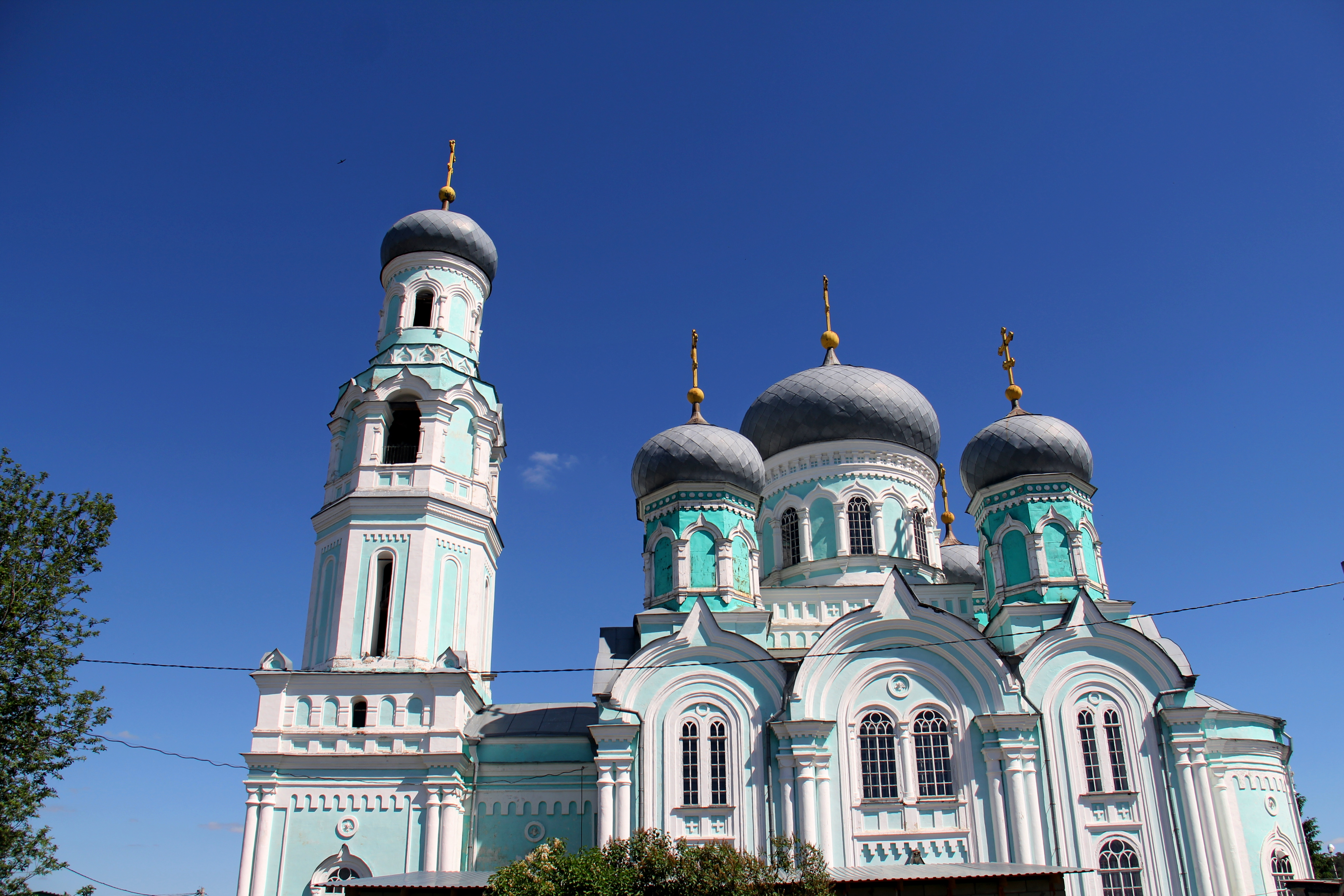
Храм Димитрия Солунского.